# 杨乃俊
杨乃俊（1904年11月—1987年10月29日），男，河南封丘人，中华人民共和国水利工程师、政治人物，曾任九三学社中央委员会常务委员，河北省人民政府副省长。